# Strumento ottico

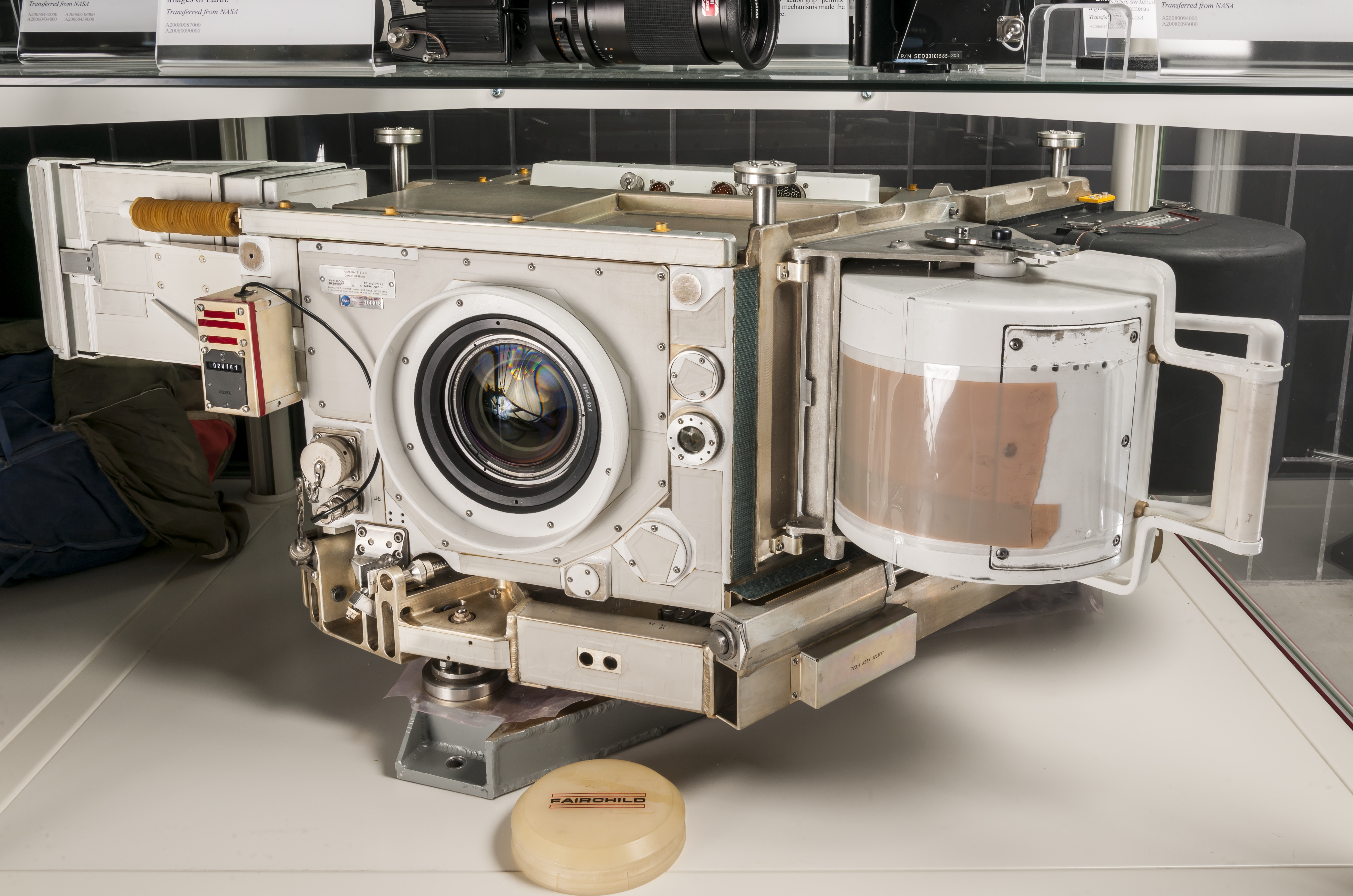
Strumento ottico

Con strumento ottico o dispositivo ottico, si intende tutta la vasta lista di apparecchi con funzioni collegate all'ottica e alla luce, cioè all'osservazione e all'analisi di ogni cosa, oggetto, evento, fenomeno, più o meno visibile o misurabile con questa tecnologia.

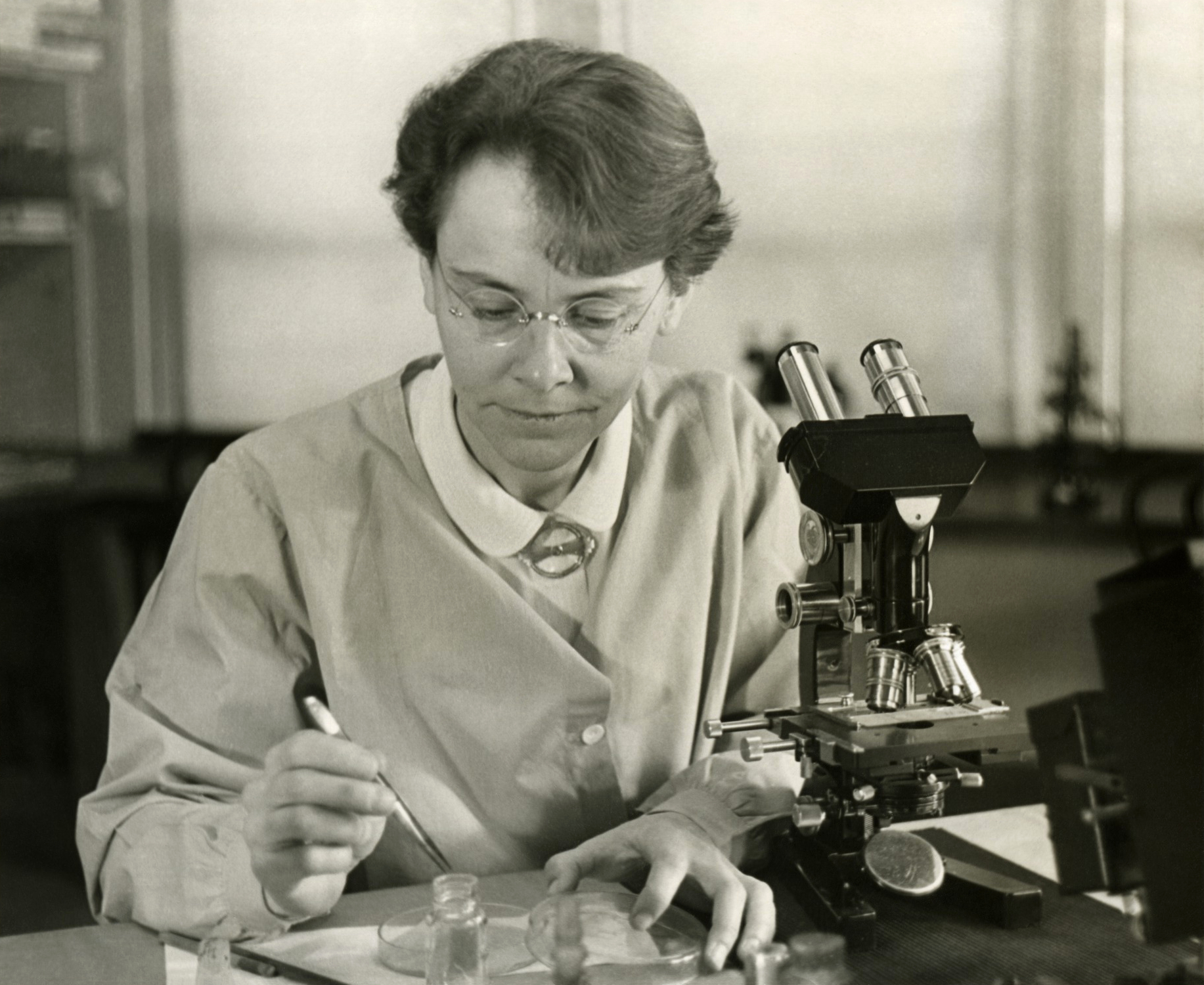
Osservazione scientifica

L'elenco varia dai comuni strumenti per l'osservazione oculare, a quelli specialistici per l'analisi scientifica, anche se non propriamente ottici, come ad esempio il fotometro. Vari dispositivi quali, lenti a contatto, occhiali da vista e/o da lettura, sono alcuni di ambito oftalmico più usati comunemente; mentre il rifrattometro o il focometro (ad esempio), sono alcuni specialistico-scientifici. Si potrebbero elencare, la comune lente di ingrandimento, gli oculari da orefice, gli occhiali chirurgici e il microscopio, come strumenti sia comuni che più specialistici, per l'osservazione ravvicinata; e il binocolo, il cannocchiale, il telescopio, o qualsiasi altro strumento similare, per l'osservazione cosiddetta "da lontano". Ma anche le cine-foto-video-tele-camere e i relativi obiettivi, sono tutti strumenti e/o dispositivi ottici, di uso comune. Mentre, i dispositivi di controllo, di valutazione e di misurazione della luce e dell'ottica, in tutte le sue forme, sono più spesso usati in ambito specialistico, benché il fotometro, ad esempio, viene usato un po' da chiunque (magari inconsapevolmente), in ambito fotografico, per valutare l'esposizione della ripresa. 

## Per osservazione

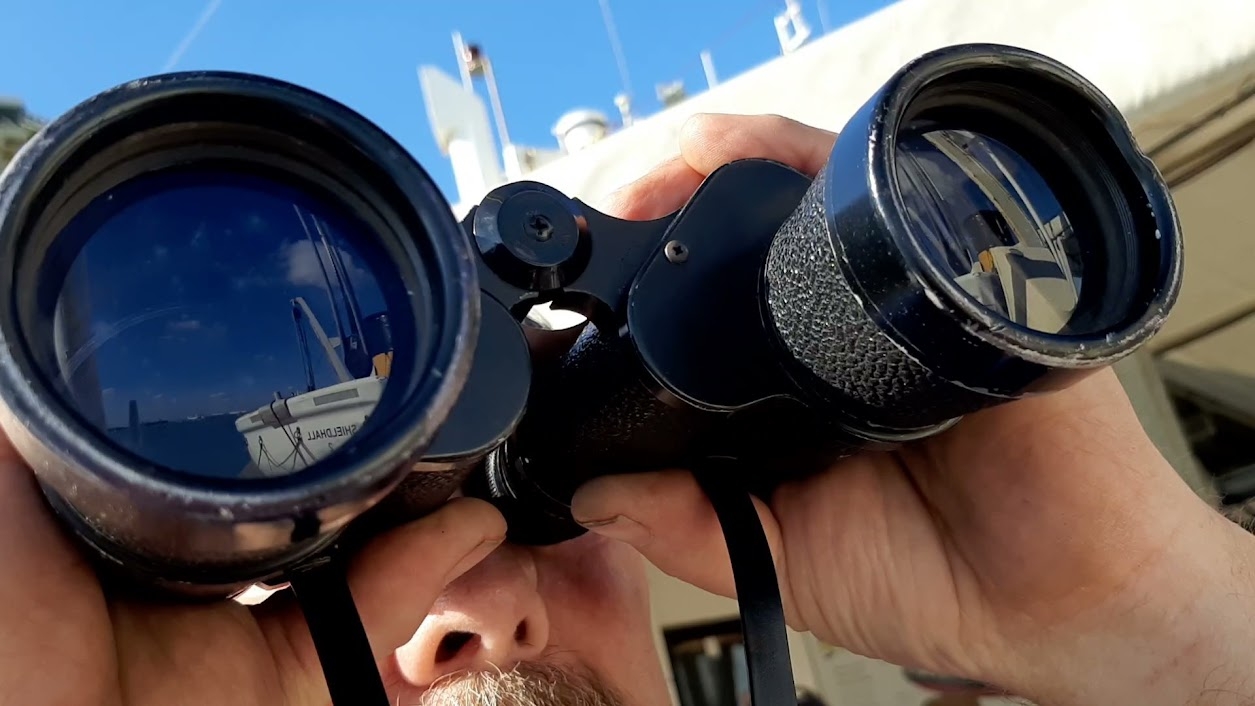
Osservazione al binocolo

I primi strumenti ottici per l'osservazione da lontano, furono i cannocchiali di Galileo, oggi chiamato più in generale «telescopio», usato per l'ingrandimento di immagini distanti. Dal tempo di Galileo Galilei e Van Leeuwenhoek, questi strumenti sono stati molto migliorati ed estesi ad altre porzioni dello spettro elettromagnetico. 
Il binocolo è di solito uno strumento compatto per entrambi gli occhi, progettato per essere facilmente trasportabile.
Per l'osservazione da vicino è la lente di ingrandimento ed il microscopio, usati per l'ingrandimento di piccoli oggetti.

## Per ripresa

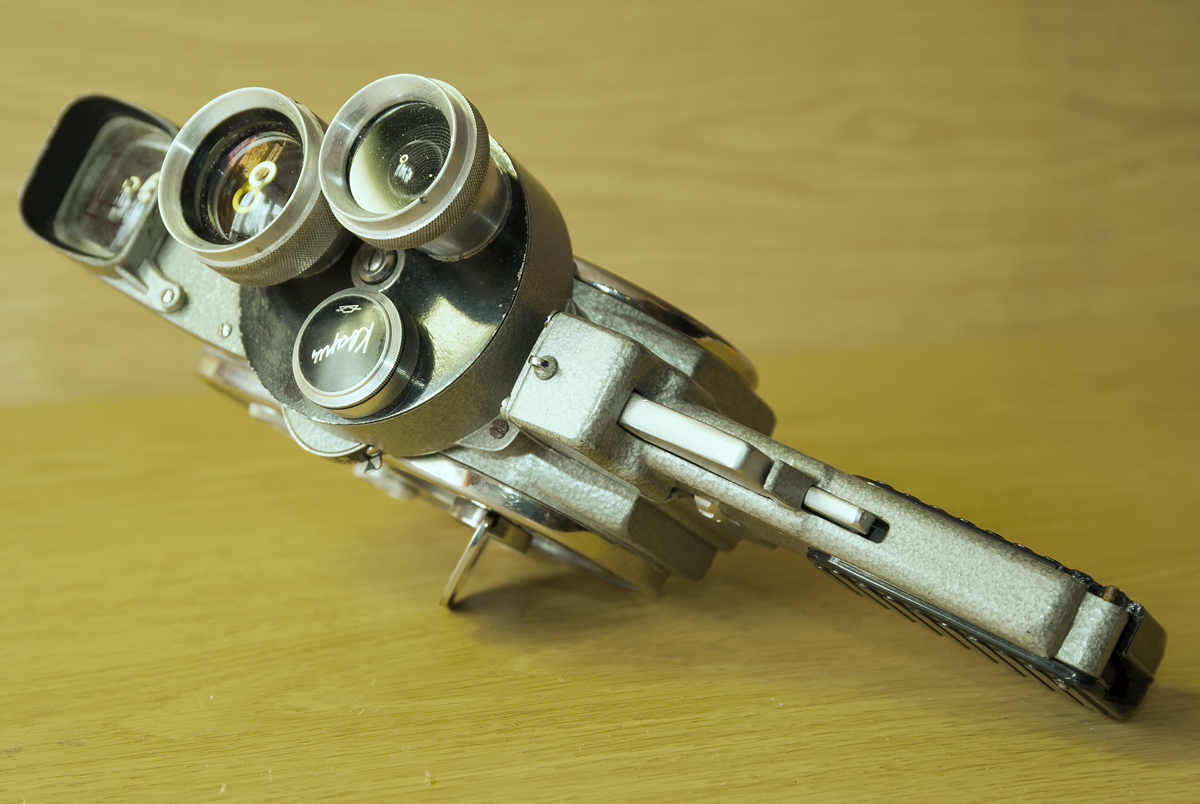
Cinepresa

### Macchina da presa
La cinepresa è uno strumento complesso per la ripresa di film, in ambito cinematografico, composta da un obiettivo, da una camera oscura e da tutti quei meccanismi che servono per farla funzionare.

#### Obiettivo (cinematrografico)
L'obiettivo cinematografico è un particolare tipo di obiettivo usato sulle cineprese, per la ripresa di un film.

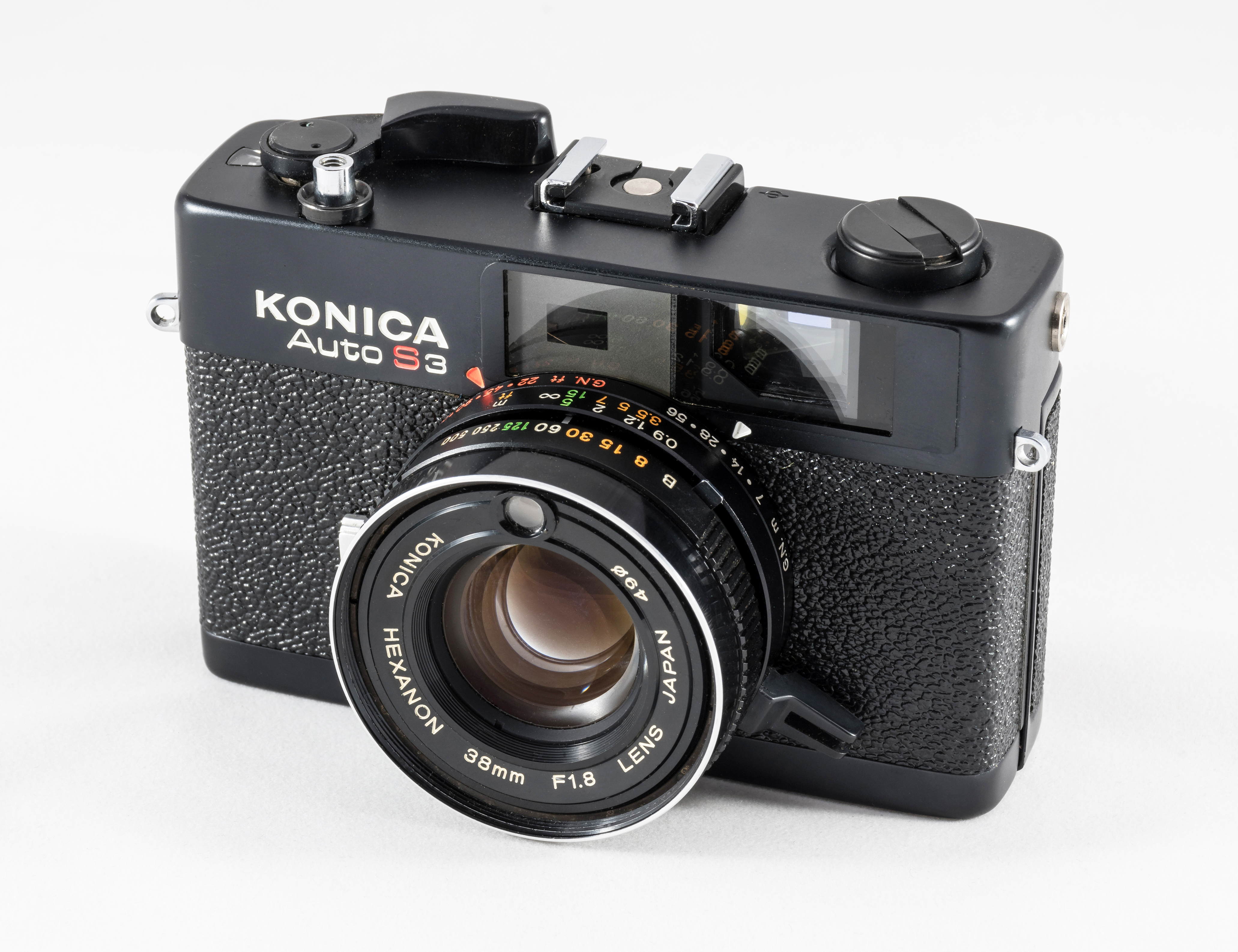
Fotocamera

### Fotocamera
Una fotocamera può essere considerata uno strumento ottico per immagazzinare le immagini ottiche di un obiettivo fotografico.

#### Obiettivo fotografico
L'obiettivo fotografico è un particolare tipo di obiettivo usato sulle fotocamere, per la ripresa delle fotografie.

## Per analisi
È in generale lo strumento atto a processare onde luminose (o fotoni) per analizzarle e per determinare una o più delle sue proprietà caratteristiche. Tra i dispositivi usati per analizzare le proprietà della luce o dei materiali ottici, si include:
- L'interferometro per misurare le proprietà interferenza di onde luminose
- Il fotometro per misurare l'intensità della luce
- Il polarimetro per misurare la rotazione o la dispersione della luce polarizzata
- Il riflettometro per misurare la riflettività di una superficie o di un oggetto
- Il rifrattometro per misurare l'indice di rifrazione di vari materiali, inventato da Ernst Abbe
- Lo spettrometro per misurare o generare una porzione dello spettro ottico per scopi chimici o di analisi dei materiali.
- L'autocollimatore usato per misurare la deflessione angolare